# مارك ويبر (مجدف)
مارك ويبر (بالألمانية: Marc Weber)‏ هو مجدف ألماني، ولد في 21 مارس 1972 في بوخوم في ألمانيا.

## وصلات خارجية
- مارك ويبر على موقع الاتحاد الدولي للتجديف (الإنجليزية)
- مارك ويبر على موقع اللجنة الأولمبية الدولية (الإنجليزية)
- مارك ويبر على موقع أوليمبيديا (الإنجليزية)